# 曹寯瀛
曹寯瀛（?—?），直隸省天津府天津縣人，清朝政治人物、進士出身。
光緒九年（1883年），参加癸未科殿試，登進士二甲13名。同年五月，改翰林院庶吉士。光緒十二年四月，散館，授翰林院編修。